# 지그문트 팔피
지그문트 팔피(슬로바키아어: Žigmund Pálffy, 슬로바키아어 발음: [ˈʐiɡmunt ˈpaːlfi], 1972년 5월 5일~)는 슬로바키아의 은퇴한 아이스하키 선수로 포지션은 라이트윙이다. 내셔널 하키 리그(NHL)의 뉴욕 아일런더스, 로스앤젤레스 킹스, 피츠버그 펭귄스 소속으로 뛰었으며, NHL 통산 684경기 출전했다.
국제 대회에 슬로바키아 국가대표로 참가하였으며, 1994년과 2002년 동계 올림픽에 참가하였으며, 2002년 세계 아이스하키 선수권 대회에서 슬로바키아의 사상 첫 우승에 기여했다. 이후 2005년에 국가대표 은퇴를 선언했으나 2010년에 복귀하여 2010년 동계 올림픽에 참가하였다.
2019년에 국제 아이스하키 연맹 명예의 전당에 헌액되었다.

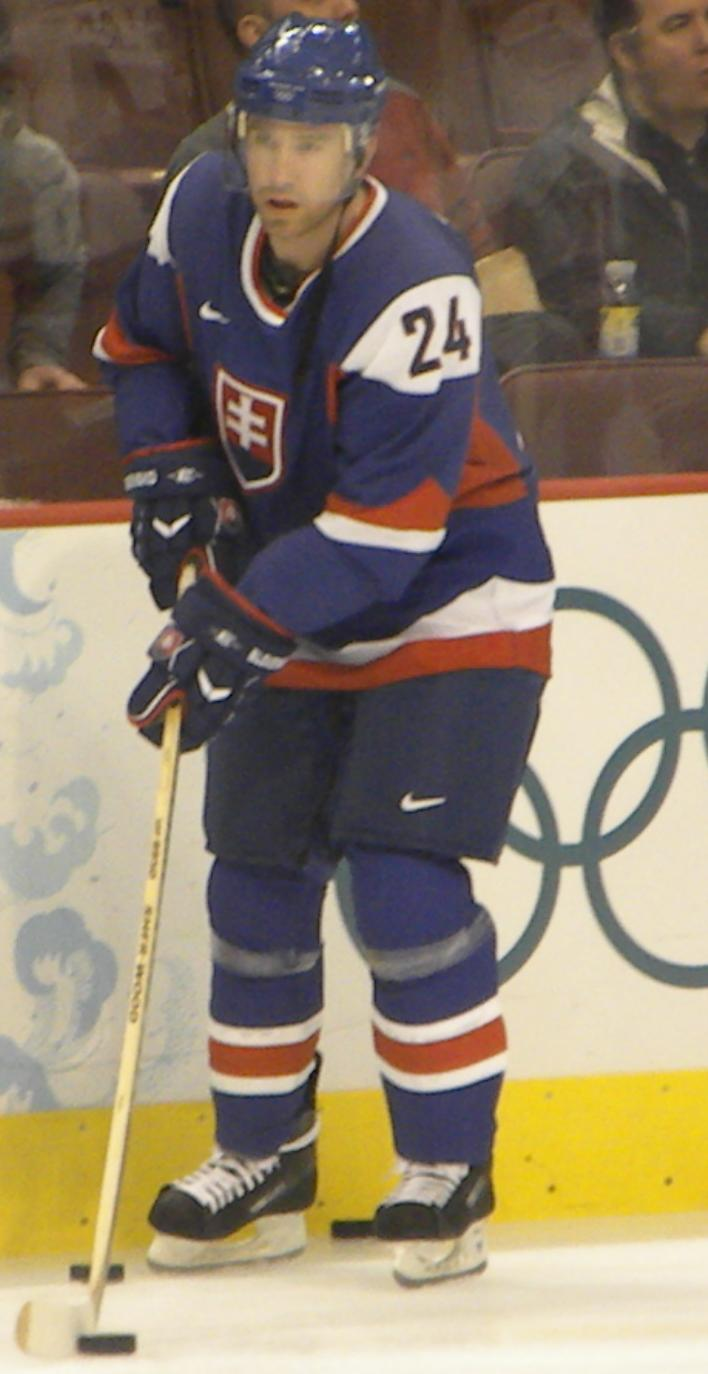
2010년 동계 올림픽 아이스하키 체코전 당시의 팔피